# Шекелеш
Шекелеш — один из «народов моря» древности, упоминавшийся в целом ряде древнеегипетских источников времён Нового царства, и происхождение которого до сих пор вызывает споры среди историков.

## Происхождение и расселение
Часто шекелеш транскрибируются как  sikiler, и поэтому они отождествляются с сицилийскими сиканами или сикулами. В то же время в египетских источниках они охарактеризованы как пираты, приходящие с островов греческого Архипелага, Кипра или из материковой Греции. Археологические находки на территории Палестины, принадлежащие к микенской или кипро-микенской культурам, указывают на то, что шекелеш здесь выступали, по-видимому, как микенские торговцы. Это, впрочем, не исключает возможности того, что они могли в определённое время захватывать и удерживать под своей властью некоторые прибрежные города древней Палестины. Согласно некоторым израильским археологам (Ephraim Stern: Dor, Ruler of the Seas. Israel Exploration Society, Jerusalem 2000), шекелеш заселили побережье Кармель и северную часть долины Шарон. Мойше Кохави на основе распространения обнаруженных находок микенской (SH III С) и кипро-микенской (LC III) керамики локализует регион расселения народа шекелеш у городов Мадера (Тель-Зерос), Акко (Тель-Акко) и Тель-Кейсан. В городе Дор была обнаружена также керамика типа SH III C совместно с некоторым количеством черепков филистимской бихромной керамики. Находки были сделаны в слоях, датированных серединой XI века до н. э. Кроме этого, здесь была обнаружена пластина из слоновой кости кипрской работы и кипрская круглая печать. Эти культурные слои шекелеш обрываются внезапно, указывая также на значительные разрушения в их заключительной фазе.